# La llei de Claasen
La llei logarítmica d'utilitat de Claasen porta el nom del tecnòleg Theo A. C. M. Claasen, que va introduir la idea el 1999 quan era el cap de tecnologia de Philips Semiconductors:
Utilitat= log(Tecnologia)
La llei també pot ser expressada com:
Tecnologia = exp(Utilitat)

## Exemples
Els paràmetres del sistema (exemples: RAM, velocitat de la CPU, capacitat de disc) necessiten augmentar-se per un múltiple per crear un impacte notable en el rendiment. En el cas de la memòria RAM, segons la llei, una unitat de 256 MB és només 1/8 més útil que una unitat de 128 MB, encara que la unitat base s'ha duplicat. Es requeriria una unitat de memòria RAM de 16384MB (128 x 128 MB) per dur a terme un doble rendiment, en conformitat amb la llei. 

## Relació a la llei de Moore
Per aconseguir una millora lineal de la utilitat amb el temps, és necessari tenir un augment exponencial de la tecnologia. La llei de Moore dona un augment exponencial de la tecnologia, de manera que quan la llei de Claasen es combina amb la llei de Moore, implica una millora lineal de la seva utilitat a través del temps.